# Cryptazeca monodonta
Cryptazeca monodonta is een slakkensoort uit de familie van de Ferussaciidae. De wetenschappelijke naam van de soort is voor het eerst geldig gepubliceerd in 1877 door De Folin & Berillon.